# Темир-Хан-Шуринский округ
Темир-Хан-Шуринский округ — административная единица в составе Дагестанской области и Дагестанской АССР, существовавшая в 1867—1922 годах. Центр — город Темир-Хан-Шура.

## История
Темир-Хан-Шуринский округ в составе Дагестанской области был образован в 1867 году из Тарковского шамхальства, Мехтулинского ханства и Присулакского наибства. В 1921 году вошёл в состав Дагестанской АССР. В июле того же года часть округа была выделена в отдельный Махачкалинский район.
В 1922 году Темир-Хан-Шуринский округ был преобразован в Буйнакский район.

## Население
По данным переписи 1897 года в округе проживало 97,3 тыс. чел. В том числе кумыки — 51,1 %; аварцы — 15,6 %; даргинцы — 10,0 %; русские — 9,9 %; евреи — 2,9 %; ногайцы — 2,0 %; украинцы — 1,8 %; иранцы — 1,7 %; азербайджанцы и татары — 1,3 %; поляки — 1,1 %. В городе Темир-Хан-Шуре проживало 9214 чел., в Петровске — 9753 чел.

## Административное деление
Округ делился на наибства, которые в 1899 году были преобразованы в участки. Участки подразделялись на общества.
В 1895 году в округе было 5 наибств: Дженгутаевское (центр — с. Нижний Дженгутай), Карабудах-Кентское (центр — с. Карабудах-Кент), Таркинское (центр — г. Петровск), Темир-Хан-Шуринское (центр — с. Нижнее Казанище), Чир-Юртовское (центр — с. Чир-юрт).